# Diego Mateo Zapata
Diego Mateo Zapata Mercado (Murcia, 1 de octubre de 1664 - Sevilla, entre julio y agosto de 1745) fue un filósofo y médico español, uno de los novatores o preilustrados españoles.

## Biografía
Hijo de los judeoconversos Francisco Zapata y Clara de Mercado, a los catorce años vio como sus padres eran procesados por la Inquisición y su madre condenada; se requisaron los bienes de la madre, aunque fue liberada y pudo volver al hogar. Se formó con los clérigos de la iglesia de San Pedro de Murcia y marchó a la Universidad de Valencia donde cursó Filosofía, y luego, por recomendación de su profesor, también de origen hebreo, Francisco Enríquez de Villacorta, a la Universidad de Alcalá, donde estudió Medicina. Alrededor de 1686 acudió al Hospital General y de la Pasión de Madrid, y estuvo en las tertulias del Marqués de Mondéjar y de Nicolás Antonio; en 1690 sólo poseía un grado de bachiller de Medicina por la Universidad de Sigüenza.
Partidario de Galeno en su juventud, rebatió al veronés José Gazola, quien había publicado el opúsculo El mundo engañado por los falsos médicos, en su primera obra, Verdadera apología de la Medicina racional (1690), y atacó también a Juan de Cabriada; insistiendo en su galenismo, negó por entonces la doctrina de William Harvey sobre el aparato circulatorio, de lo que habría de arrepentirse posteriormente de mala gana; su pensamiento, sin embargo, se fue modernizando rápidamente en Madrid. En la corte aprovechó para interceder en favor de la creación de la Regia Sociedad de Medicina y demás Ciencias en Sevilla ante Carlos II, que le otorgó ser socio fundador de la misma en 1700 y presidirla dos años después; ésta le encargó en 1701 una Crisis médica sobre el antimonio, que fue traducida al francés y suscitó no poca polémica, puesto que los galenistas se resistían a usar farmacología química; Zapata abogó por el uso de este tipo de remedios valiéndose de argumentos y experiencias y de autoridades como Luis Mercado, Pedro Miguel de Heredia o Gaspar Caldera de Heredia. Los Diálogos filosóficos en defensa del atomismo del fraile mínimo Juan de Nájera, publicadas con el pseudónimo Alejandro de Avendaño (1716) iban precedidos de una extensísima "censura" de Zapata que defendía las nuevas corrientes filosóficas, donde se declara antiaristotélico en cuanto a filosofía natural y opone a la misma la nueva física y los criterios empíricos, considerando inútiles las formas sustanciales. Para él la constitución y los cambios de los entes naturales deben ser explicados partiendo sólo de los elementos materiales y la doctrina del atomismo. Como Avendaño y Tomás Vicente Tosca, se inclina más al atomismo de Emmanuel Maignan que al de Pierre Gassendi.
Sin embargo, y a pesar de toda su fama, fue arrestado por el Santo Oficio en Cuenca en 1721 y procesado por judaizar, sometido a tortura, confiscados sus bienes y condenado a doscientos azotes durante el acto público del auto de fe y desterrado por diez años de su ciudad natal, de Cuenca y de la corte; estuvo preso en las cárceles de la Inquisición de Cuenca hasta que se le dictó la sentencia, que no cumplió; a pesar de estar encarcelado, pudo examinarse por el Real Protomedicato, pues contaba con poderosos protectores (tuvo entre sus pacientes a personajes ilustres como los cardenales Portocarrero y Borja, el Marqués de Priego o el Duque de Medinaceli), y pudo vivir a cubierto en Madrid. Por el catálogo que la Inquisición hizo de su biblioteca, sabemos que por entonces contaba con unos 600 volúmenes.
En su Disertación médico-teológica (1733) introduce nuevos procedimientos en obstetricia como la cesárea, entre otros, y declara una copiosa y erudita bibliografía de escuela francesa, en especial. Su obra fundamental es Ocaso de las formas aristotélicas, que apareció incompleta y póstuma el mismo año de su muerte en respuesta al libro de Juan Martín de Lessaca que intentaba impugnar los Diálogos de Avendaño. Esta obra fue publicada en varios idiomas y tuvo el honor de ser prohibida por la Inquisición, que la colocó en su Index librorum prohibitorum.
Demuestra ahí que su punto de vista es afín al eclecticismo e intenta conciliar lo que juzga más conveniente de las distintas doctrinas (galénica, iatrofísica, iatroquímica, etc.) bajo la perspectiva general del empirismo y ya acepta sin reservas la "circulación pulmonar de la sangre" de Harvey, aunque expone su propia interpretación del fenómeno. En 1742 suministra una gran suma para la reconstrucción de la iglesia de San Nicolás de Bari de Murcia, que quedaría concluida en 1743. Murió en Sevilla, entre julio y agosto de 1745.
Francisco de Goya le dedicó una acuarela en que aparece encarcelado y con cadenas, con el título "Zapata, tu gloria será eterna". Existe un Proyecto Zapata desarrollado por la Institución Milá y Fontanals del Consejo Superior de Investigaciones Científicas (CSIC).

## Obras

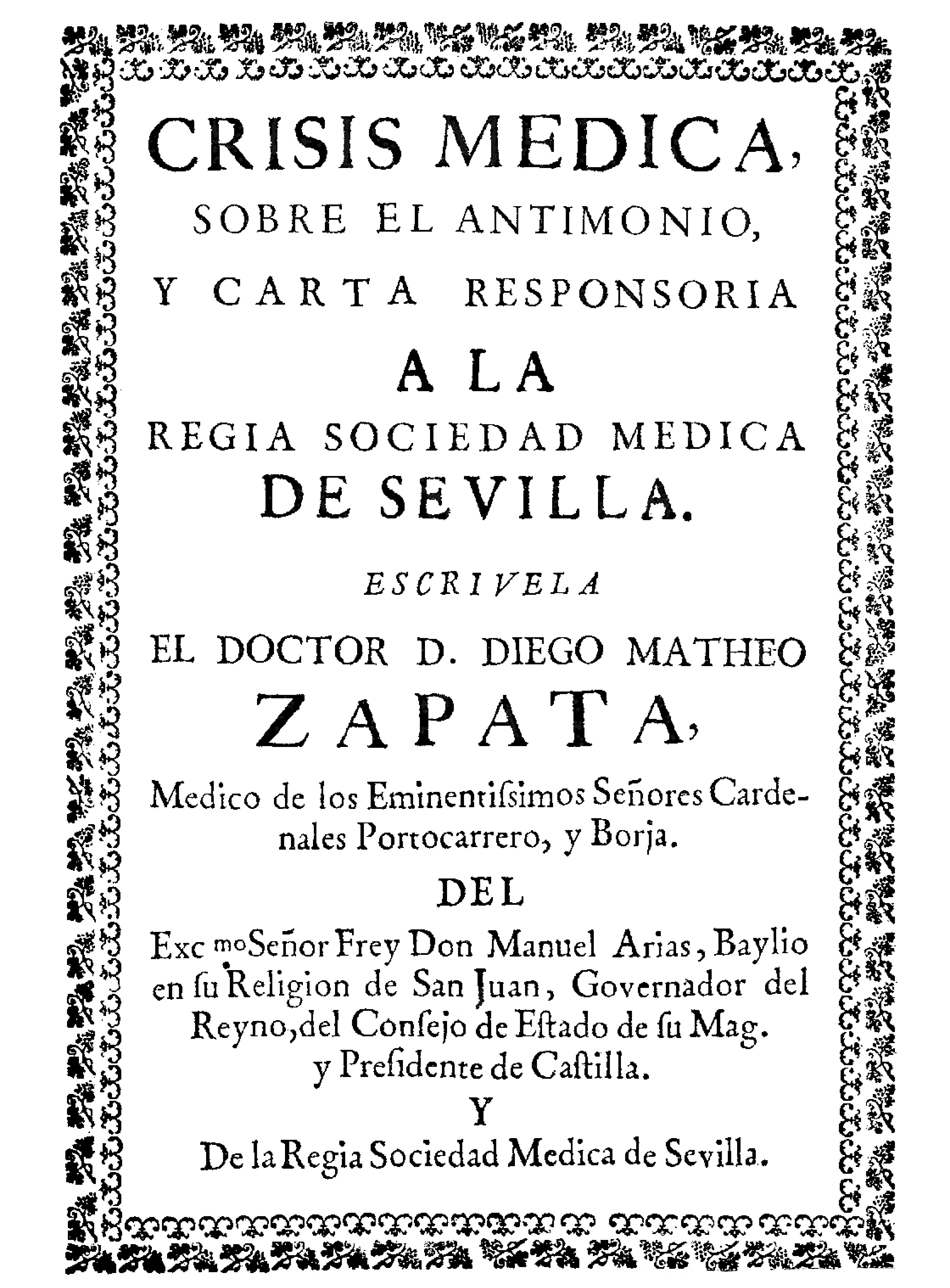
Crisis médica sobre el antimonio (1701).

- Verdadera apología de la Medicina racional filosófica, y debida respuesta a los entusiasmos médicos que publicó en esta corte D. José Gazola Veronense, archisoplón de las estrellas (Madrid, 1690).
- Crisis médica sobre el antimonio (1701).
- "Censura" a Alejandro de Avendaño, Diálogos filosóficos en defensa del atomismo (1716).
- "Prólogo" a la traducción de Félix Palacios de Nicolás Lemery, Curso de química (1721).
- Disertación médico-teológica, que consagra a la serenísima señora princesa del Brasil (Madrid, 1733).
- Ocaso de las formas aristotélicas (1745).